# Laia Oli
Laia Oli (8 de maig de 1998) és una creadora de contingut digital catalana. Va començar a penjar vídeos a Youtube amb 17 anys com un hobby i actualment té més d'un milió de seguidors a les xarxes socials. És la parella del també youtuber Tekendo.
El 2023 presentà la primera temporada del programa del SX3 InfluenX3r.